# Тенис на Летњим олимпијским играма 2012.
Тениски олимпијски турнир (16. по реду) на Летњим олимпијским играма 2012. у Лондону одржан је од 28. јула до 5. августа 2012. на теренима Свеенглеског клуба за тенис на трави и крокет у Вимблдону. Био је то први пут од када је тенис враћен у програм Олимпијских игара (1988) да се игра на травнатој подлози. Учествовало је 190 тенисера и тенисерки који су се такмичили у пет дисциплина. Поред појединачне конкуренције и парова за мушкарце и жене, у олимпијски програм су враћени и мешовити парови, први пут након 1924. године.
Коорганизатор олимпијског тениског турнира је ИТФ, а турнир је уврштен у АТП и ВТА календар, те се бодује за ранг листе ових асоцијација.

## Турнир
На Играма 2012. тенис ће се по 14 пут наћи у службеном програму игара (не рачунајући два турнира када је тенис био демонстративни спорт 1968. и 1984) и 7. пут откао је овај спорт 1988. службено враћен у олимпијски програм. Мешовити парови се враћају на такмичење по први пут након 1924. године (на Играма 1968. у виду демонстративног спорта).
Лондонски турнир је игран на травнатим теренима чувеног Ол Ингланд Клаба-а, свега три недеље након завршетка Вимблдона. За разлику од гренд слема играчи нису били обавезни да носе искључиво белу опрему која је традиционална и обавезна на Вимблдонском Гренд слему, него су наступали у дресовима својих репрезентација. Терен је такође имао службена олимпијска обележја. Мечеви ће се играти на укупно 12 терена, укључујући, Централни терен, терен #1 и терен #2. Терен #3 ће служити искључиво за загрејавање играча. Олимпијски тениски турнир ће заједно организовати ИТФ, МОК и All England Club. Сва такмичења у обе конкуренције су уврштена у АТП и ВТА календар за 2012. годину.

### Систем квалификација
У појединачној конкуренцији учествује по 64 тенисера/ке. Директно право наступа на играма добило је најбољих 56 тенисера и тенисерки на АТП и ВТА листама закључно са 11. јуном 2012. Међутим, сваки НОК има право да пријави максимум 4 тенисера (тенисерке) у појединачној конкуренцији, што значи да такмичари који буду међу првих 56 на листама али не и међу прва 4 на листама своје земље немају право наступа на играма, а њихова места ће заузети први следећи испод црте. Од преосталих 8 места, ИТФ ће 6 позивница доделити директно државама са најбољим ренкингом (а које немају максималне квоте на основу АТП и ВТА листе) те преостале две такмичарима из малих земаља.
У игри парова ће се такмичити укупно 32 пара (односно 64 такмичара) у обе конкуренције. На основу ранг листе од 12. јуна 2012. одређена су 24 најбоља пара, са тим што свака нација може максимално да пријави два пара по дисциплини. По 10 најбоље пласираних играча на листама конкуренције парова имају право да резервишу место на играма (под условом да могу да обезбеде партнера за наступ без обзира на пласман истог). Учесници такмичења у мешовитим паровима одређени су накнадно током трајања игара.

## Бодови за АТП и ВТА листе
На основу пласмана на турниру тенисери ће добити следећи број поена за АТП и ВТА листе за текућу годину:
| Коло            | Мушкарци појединачно | Мушкарци појединачно | Жене појединачно | Жене појединачно |
| --------------- | -------------------- | -------------------- | ---------------- | ---------------- |
| Златна медаља   | 750                  | 750                  | 685              | 685              |
| Сребрна медаља  | 450                  | 450                  | 470              | 470              |
| Бронзана медаља | 340                  | 340                  | 340              | 340              |
| 4. место        | 270                  | 270                  | 260              | 260              |
| Четвртфиналисти | 135                  | 135                  | 175              | 175              |
| Треће коло      | 70                   | 70                   | 95               | 95               |
| Друго коло      | 35                   | 35                   | 55               | 55               |
| Прво коло       | 5                    | 5                    | 1                | 1                |

## Формат турнира
У појединачном делу турнира такмиче се по 64 тенисера/ке а турнир се одвија подељен у 6 елиминационих рунди. У конкуренцији парова учествују по 32 пара и турнир се одвија у 5 елиминационих рунди, а мешовити парови (њих 16) распоређени су у 4 рунде. За разлику од осталих професионалних тениских турнира играчи (парови) поражени у полуфиналу се боре за треће место и бронзану медаљу.
Сви мечеви се играју на два добијена сета, изузев мушког финала које се игра на три добијена сета. Систем тај-брејка се користи у свим сетовима изузев у одлучујућим сетовима појединачно и у паровима (трећи и пети сет), када се игра на разлику, а изузетак су и мешовити парови у којима се трећи сет игра до 10 освојених поена.

### Сатница
| Датум                | 28. јул | 29. јул | 30. јул | 31. јул      | 1. август | 2. август    | 3. август  | 4. август     | 5. август     |
| Почетак              | 11:30   | 11:30   | 11:30   | 11:30        | 11:30     | 11:30        | 12:00      | 12:00         | 12:00         |
| -------------------- | ------- | ------- | ------- | ------------ | --------- | ------------ | ---------- | ------------- | ------------- |
| Мушкарци појединачно | 1. коло | 1. коло | 2. коло | 2. коло      | 3. коло   | Четвртфинале | Полуфинале | —             | Бронза Финале |
| Жене појединачно     | 1. коло | 1. коло | 2. коло | 2. коло      | 3. коло   | Четвртфинале | Полуфинале | Бронза Финале | —             |
| Мушки парови         | 1. коло | 1. коло | 2. коло | Четвртфинале | —         | Полуфинале   | —          | Бронза Финале | —             |
| Женски парови        | 1. коло | 1. коло | 2. коло | Четвртфинале | —         | Полуфинале   | —          | —             | Бронза Финале |
| Мешовити парови      | —       | —       | —       | —            | 1. коло   | Четвртфинале | Полуфинале | Бронза        | Злато         |

## Медаље

### Освајачи медаља
| Дисциплине           |                                  |                                     |                                 |
|                      |                                  |                                     |                                 |
| Мушкарци појединачно | Енди Мари                        | Роџер Федерер                       | Хуан Мартин дел Потро           |
| Жене појединачно     | Серена Вилијамс                  | Марија Шарапова                     | Викторија Азаренка              |
|                      |                                  |                                     |                                 |
| Мушки парови         | Боб Брајан и Мајк Брајан         | Микел Љодра и Жо-Вилфрид Цонга      | Ришар Гаске и Жилијен Бенето    |
| Женски парови        | Серена Вилијамс и Винус Вилијамс | Андреа Хлавачкова и Луција Храдецка | Марија Кириленко и Нађа Петрова |
|                      |                                  |                                     |                                 |
| Мешовити парови      | Викторија Азаренка и Макс Мирни  | Лора Робсон и Енди Мари             | Лиса Рејмонд и Мајк Брајан      |

### Табела освојених медаља
| Поз. | Држава               |   |   |   | Укупно |
| 1.   | САД                  | 3 | 0 | 1 | 4      |
| 2.   | Уједињено Краљевство | 1 | 1 | 0 | 2      |
| 3.   | Белорусија           | 1 | 0 | 1 | 2      |
| 4.   | Француска            | 0 | 1 | 1 | 2      |
| 4.   | Русија               | 0 | 1 | 1 | 2      |
| 6.   | Швајцарска           | 0 | 1 | 0 | 1      |
| 6.   | Чешка                | 0 | 1 | 0 | 1      |
| 7.   | Аргентина            | 0 | 0 | 1 | 1      |